# 3608 Kataev
A 3608 Kataev (ideiglenes jelöléssel 1978 SD1) egy kisbolygó a Naprendszerben. Ljudmila Ivanovna Csernih fedezte fel 1978. szeptember 27-én.
Nevét Valentyin Petrovics Katajev (1897–1986) orosz (szovjet) regény- és drámaíró után kapta.